# Keith Jarrett at the Blue Note
Keith Jarrett at the Blue Note: The Complete Recordings – sześciopłytowe wydawnictwo koncertowe, nagrane przez Trio Keith Jarretta w trakcie koncertów w Blue Note Jazz Club in Nowym Jorku, trzeciego, czwartego i piątego czerwca 1994 roku, wydane przez ECM w 1995 roku.
Każdego dnia odbyły się dwa występy, każdemu z występów odpowiada jedna płyta. Tytuły poszczególnych płyt odpowiadają dacie oraz numerowi kolejnemu występu.
Trzecia płyta (Saturday, June 4th, 1994, 1st Set) dostępna jest również jako pojedyncze wydawnictwo, pod tytułem Saturday, June 4th, 1994, First Set

## Lista utworów

### CD 1: Friday, June 3rd, 1994, 1st Set
| Nr | Tytuł utworu                       | Kompozytor                    | Długość |
| -- | ---------------------------------- | ----------------------------- | ------- |
| 1. | „In Your Own Sweet Way”            | Dave Brubeck                  | 17:59   |
| 2. | „How Long Has This Been Going On?” | George Gershwin, Ira Gershwin | 9:09    |
| 3. | „While We're Young”                | Alec Wilder                   | 11:01   |
| 4. | „Partners”                         | Keith Jarrett                 | 8:28    |
| 5. | „No Lonely Nights”                 | Keith Jarrett                 | 7:16    |
| 6. | „Now's the Time”                   | Charlie Parker                | 8:30    |
| 7. | „Lament”                           | J.J. Johnson                  | 7:09    |
|    |                                    |                               | 1:09:32 |

### CD 2: Friday, June 3rd, 1994, 2nd Set
| Nr | Tytuł utworu                            | Kompozytor                      | Długość |
| -- | --------------------------------------- | ------------------------------- | ------- |
| 1. | „I'm Old Fashioned”                     | Jerome Kern, Johnny Mercer      | 10:36   |
| 2. | „Everything Happens to Me”              | Tom Adair, Matt Dennis          | 11:49   |
| 3. | „If I Were a Bell”                      | Frank Loesser                   | 11:26   |
| 4. | „In the Wee Small Hours of the Morning” | Bob Hilliard, David Mann        | 8:45    |
| 5. | „Oleo”                                  | Sonny Rollins                   | 8:03    |
| 6. | „Alone Together”                        | Howard Dietz, Arthur Schwartz   | 11:20   |
| 7. | „Skylark”                               | Hoagy Carmichael, Johnny Mercer | 6:36    |
| 8. | „Things Ain't What They Used to Be”     | Mercer Ellington, Ted Persons   | 7:53    |
|    |                                         |                                 | 1:16:28 |

### CD 3: Saturday, June 4th, 1994, 1st Set
| Nr | Tytuł utworu                         | Kompozytor                                   | Długość |
| -- | ------------------------------------ | -------------------------------------------- | ------- |
| 1. | „Autumn Leaves”                      | Joseph Kosma, Jacques Prévert, Johnny Mercer | 26:43   |
| 2. | „Days of Wine and Roses”             | Henry Mancini, Johnny Mercer                 | 11:30   |
| 3. | „Bop-Be”                             | Keith Jarrett                                | 6:18    |
| 4. | „You Don't Know What Love Is/Muezzi” | Gene DePaul, Don Ray/Jarrett                 | 20:31   |
| 5. | „When I Fall in Love”                | Edward Heyman, Victor Young                  | 5:42    |
|    |                                      |                                              | 1:10:44 |

### CD 4: Saturday, June 4th, 1994, 2nd Set
| Nr | Tytuł utworu                                | Kompozytor                           | Długość |
| -- | ------------------------------------------- | ------------------------------------ | ------- |
| 1. | „How Deep Is the Ocean?”                    | Irving Berlin                        | 11:25   |
| 2. | „Close Your Eyes”                           | Bernice Petkere                      | 9:27    |
| 3. | „Imagination”                               | Johnny Burke, Jimmy Van Heusen       | 8:44    |
| 4. | „I'll Close My Eyes”                        | Buddy Kaye, Billy Reid               | 10:11   |
| 5. | „I Fall in Love Too Easily/The Fire Within” | Jule Styne, Sammy Cahn/Keith Jarrett | 27:08   |
| 6. | „Things Ain't What They Used to Be”         | Mercer Ellington, Ted Persons        | 8:58    |
|    |                                             |                                      | 1:15:53 |

### CD 5: Sunday, June 5th, 1994, 1st Set
| Nr | Tytuł utworu                       | Kompozytor                              | Długość |
| -- | ---------------------------------- | --------------------------------------- | ------- |
| 1. | „On Green Dolphin Street/Joy Ride” | Bronisław Kaper, Ned Washington/Jarrett | 21:07   |
| 2. | „My Romance”                       | Lorenz Hart, Richard Rodgers            | 9:40    |
| 3. | „Don't Ever Leave Me”              | Oscar Hammerstein II, Jerome Kern       | 5:08    |
| 4. | „You'd Be So Nice to Come Home To” | Cole Porter                             | 6:58    |
| 5. | „La Valse Bleue”                   | Robert Wilbur                           | 7:03    |
| 6. | „No Lonely Nights”                 | Keith Jarrett                           | 6:21    |
| 7. | „Straight, No Chaser”              | Thelonious Monk                         | 6:13    |
|    |                                    |                                         | 1:02:30 |

### CD 6: Sunday, June 5th, 1994, 2nd Set
| Nr | Tytuł utworu        | Kompozytor                                   | Długość |
| -- | ------------------- | -------------------------------------------- | ------- |
| 1. | „Time After Time”   | Sammy Cahn, Jule Styne                       | 12:36   |
| 2. | „For Heaven's Sake” | Elise Bretton, Sherman Edwards, Donald Meyer | 11:02   |
| 3. | „Partners”          | Keith Jarrett                                | 8:56    |
| 4. | „Desert Sun”        | Keith Jarrett                                | 28:32   |
| 5. | „How About You?”    | Ralph Freed, Burton Lane                     | 7:11    |
|    |                     |                                              | 1:08:17 |

## Wykonawcy
- Keith Jarrett – fortepian
- Gary Peacock – kontrabas
- Jack DeJohnette – perkusja

## Osoby współpracujące
- Manfred Eicher – producent[2]
- Jan Erik Kongshaug – inżynier (technik)[2]